# لارک شهری
لارک شهری، روستایی در دهستان لارک بخش مرکزی شهرستان قشم در استان هرمزگان ایران است. این روستا، مرکز دهستان لارک است.

## جمعیت
بر پایه سرشماری عمومی نفوس و مسکن در سال ۱۳۹۵، جمعیت این روستا برابر با ۴۲۱ نفر (۱۱۵ خانوار) بوده‌است.